# Honoré-Beaugrand
Honoré-Beaugrand – stacja metra w Montrealu, położona na linii zielonej. Obsługiwana przez Société de transport de Montréal (STM). Znajduje się w Tétreaultville, w dzielnicy Mercier–Hochelaga-Maisonneuve. Jest to stacja końcowa linii i jednocześnie najdalej na północ wysunięta stacja z całej sieci metra.